# Les Damnés de la Terre
Pour l’article homonyme, voir Les Damnés de la Terre (homonymie).
 (août 2020).
Les Damnés de la terre  est le dernier livre de Frantz Fanon, publié quelques jours avant sa mort aux Éditions Maspero en 1961 et traduit en 15 langues.
Cet essai analytique se penche sur le colonialisme, l'aliénation du colonisé et les guerres de libération. Il étudie le rôle que joue la violence entre colonisateur et colonisé. Il prône la lutte anticolonialiste y compris par la violence et l'émancipation du tiers-monde. Le livre expose aussi avec une certaine prémonition les contradictions inhérentes à l'exercice du pouvoir dans l'ère post-coloniale en Afrique. C'est pour cela que Fanon est également connu pour le regard prospectiviste qu'il porte à l'égard de l'État-nation post-colonial africain.
Écrit  en pleine guerre d'Algérie, interdit à sa sortie en France, il a servi de référence à des mouvements de libération anti-coloniale et d'autodétermination. Ce livre est également célèbre pour sa préface écrite par Jean-Paul Sartre.

## Préface
C'est en grande partie grâce à la préface rédigée par Jean-Paul Sartre que l'essai devint célèbre, car Sartre va plus loin que Fanon et justifie les attentats contre les civils. Écrit à un moment où les violences en Algérie sont le lot quotidien des populations locales, la justification du meurtre des Européens par Sartre sera par la suite abondamment reprise, décriée et commentée :

« Car, en le premier temps de la révolte, il faut tuer : abattre un Européen c'est faire d'une pierre deux coups, supprimer en même temps un oppresseur et un opprimé : restent un homme mort et un homme libre ; le survivant, pour la première fois, sent un sol national sous la plante de ses pieds. »

« Et si vous murmurez, rigolards et gênés : « Qu'est-ce qu'il nous met ! », la vraie nature du scandale vous échappe : car Fanon ne vous « met » rien du tout ; son ouvrage — si brûlant pour d'autres — reste pour vous glacé ; on y parle de vous souvent, à vous jamais. Finis les Goncourt noirs et les Nobel jaunes : il ne reviendra plus le temps des lauréats colonisés. Un ex-indigène « de langue française » plie cette langue à des exigences nouvelles, en use et s'adresse aux seuls colonisés : « Indigènes de tous les pays sous-développés, unissez-vous ! » »

En 1967, après que Sartre ait signé une pétition en faveur du droit d'Israël à se défendre dans le cadre de la guerre des Six Jours, la veuve de Frantz Fanon, Josie, engagée en faveur du peuple palestinien, demande à François Maspero de retirer la préface des éditions futures du livre.

## Contenu
Ce livre est le point d'orgue de la carrière littéraire de Fanon qui l'a écrit alors qu'il se savait condamné par la leucémie. Fanon est mort au moment de sa publication. En vertu de la loi sur les droits d'auteurs, le livre est librement distribué au Canada depuis le 6 décembre 2011, cinquante ans exactement après sa mort.

### 1. De la violence
« Il existe [...] une complicité objective du capitalisme avec les forces violentes qui éclatent dans le territoire colonial. ». En effet l'essence du colonialisme est violent et vise à chosifier les colonisés et à les exploiter. Ainsi, après quelques étapes où les colons libéraux se drapent d'humanisme et les colonisés bourgeois essaient de trouver des compromis, la violence des colonisés surgit de manière inéluctable, et inflige de cinglantes défaites aux colonisateurs, à l'image de Dien Bien Phû.
La « violence atmosphérique » est bien connue du colonisé qui n'est donc pas inquiet d'employer la violence. De même, en politique internationale, il ne prend pas particulièrement au sérieux les confrontations violentes de la guerre froide : il adopte une position de « neutralisme » dans les affaires internationales non par crainte, mais par habitude des contextes violents et pour mener sa lutte nationale de libération ou construire sa nation.
Pour Fanon, que ce soit de la violence physique ou psychologique ; ce qu’impose le racisme, la violence reste la violence. Fanon ne met pas d’importance sur le type utilisé, mais sur l’utilisation elle-même. En revanche, il affirme que la violence doit être divisée en deux catégories ; celle employée par les colonisateurs et celle principalement utilisée par les colonisés. Chez les colonisateurs, la violence est l’outil principal pour établir le fondement de leurs empires coloniaux. Cette méthode sera celle employée afin de s’implanter dans les différentes régions de l’Afrique et des autres continents. À travers cette violence suivie d'une implémentation systémique du racisme, les colonisateurs imposent leur domination et la perpétueront par une administration coloniale. Cette violence a donc pour objectif premier de contrôler. Du côté des colonisés, la violence devient l'outil qui leur permet d’entamer et d’achever leur libération. Contrairement aux colonisateurs usant de la violence dans un but principalement économique, donc d’« enrichissement », le colonisé motive ses actions pour une libération totale de sa communauté et de sa culture. C'est ce que nous pouvons définir en tant qu'étape de libération du colonisé. Toujours selon Fanon, puisque les colonisateurs ont fait de la violence l’utilité de préservation coloniale, les colonisés détiennent le droit, et plus encore, ont le devoir de l’employer pour revendiquer leur libération. Voici ce que Fanon dit sur le racisme :
« Le racisme crève les yeux car précisément il entre dans un ensemble caractérisé : celui de l'exploitation éhonté d'un groupe d'hommes par un autre parvenu à un stade de développement technique supérieur. C'est pourquoi l’oppression militaire et économique précède la plupart du temps, rend possible, légitime le racisme. ».
À noter que Fanon n’est pas avocat de la violence, mais bien théoricien de celle-ci. Il prône la nécessité de la violence dans le processus révolutionnaire comme étape incontournable à l’obtention d’une indépendance. La mauvaise compréhension de sa théorie sur la violence réside dans l’historiographie française de la fin des années 1960 et 1970. Les analyses académiques sur les études coloniales et  post-coloniales françaises ont utilisé la compréhension de Jean-Paul Sartre, qui, à la demande de Fanon, a accepté la requête d’effectuer une préface pour son ouvrage Les Damnés de la Terre . Cette préface, à caractère plutôt philosophique, déforme en quelque sorte la pensée de Fanon sur le concept de violence. Fanon n’a émis aucun commentaire sur la préface lorsque questionné, et a rejeté une entrevue sur la question avec son éditeur Maspero.

### 4. Sur la culture nationale
La culture nationale des pays colonisés n'est pas fondamentalement à aller chercher des siècles en arrière, ce dont les colonisateurs leur font reproche, soulignant que les colonisés doivent attendre qu'ils aient consolidé les bases du pays, notamment économiques, pour pouvoir bâtir leur nation. Au contraire, il faut comprendre que la culture nationale se bâtit pendant et à travers la lutte de libération nationale: elle est ce qui unit les hommes pour se débarrasser des colons.
Les rêves d'union panafricaine ou panarabe qui émergeraient de la décolonisation sont séduisants, mais la lutte doit se faire au niveau national (partant du désir fondamental de pain et de terre) car il n'y a pas un Arabe type ou un Africain type.

#### Fondements réciproques de la culture nationale et des luttes de libération
« La violence du colonisé, avons-nous dit, unifie le peuple. De par sa structure en effet, le colonialisme est séparatiste et régionaliste. »

## Postérité
Le réalisateur italien Valentino Orsini a adapté le livre au cinéma en 1969 : Les Damnés de la Terre (I dannati della Terra).
Dans la préface de Black Panthers du photographe Stephen Shames consacré au mouvement des Black Panthers, Bobby Seale indique que ce livre a été l'une de ses motivations dans la création du parti.